# Muno (plaats)
Muno (Gaumais: Mûnô) is een plaats in de Belgische streek de Gaume in de provincie Luxemburg en sinds de gemeentelijke herindeling van 1977 in het arrondissement Virton een deelgemeente van Florenville. Het plaatsje ligt op de N85 die via Pure naar Carignan in het Franse departement Ardennes leidt. Er was ook een station Muno aan spoorlijn 163A.

## Demografische ontwikkeling
- Bronnen:NIS, Opm:1831 tot en met 1970=volkstellingen

Deelgemeenten: Chassepierre · Florenville · Fontenoille · Lacuisine · Muno · Sainte-Cécile · Villers-devant-Orval

Overige dorpen: Azy · Conques · Laiche · Martué · Lambermont · Le Menil · Watrinsart

Belgische gemeenten · Arrondissement Virton · Luxemburg · Wallonië